# 9254 Сюнкай
9254 Сюнкай (9254 Shunkai) — астероїд головного поясу, відкритий 25 березня 1971 року.
Тіссеранів параметр щодо Юпітера — 3,518.
Названо на честь Сюнкай (яп. しゅんかい(春海) сюнкай).